# Associazione Sportiva Lupa Castelli Romani 2015-2016

## Divise e sponsor
Lo sponsor tecnico per la stagione 2015-2016 è Legea mentre lo sponsor ufficiale è inizialmente Way Of Coffee, poi Asklepion Fisioterapia.
| 1° divisa | 2ª divisa | 3ª divisa |

## Rosa
| N. |                        | Ruolo | Calciatore          |
| -- | ---------------------- | ----- | ------------------- |
|    | Italia (bandiera)      | P     | Marco Amelia        |
|    | Italia (bandiera)      | P     | Valerio Piccheri    |
|    | Brasile (bandiera)     | P     | Caio Gobbo Secco    |
|    | Italia (bandiera)      | P     | Riccardo Tassi      |
|    | Inghilterra (bandiera) | D     | Myles Anderson      |
|    | Svizzera (bandiera)    | D     | Giuseppe Aquaro     |
|    | Italia (bandiera)      | D     | Gianmarco Carta     |
|    | Italia (bandiera)      | D     | Francesco Colantoni |
|    | Italia (bandiera)      | D     | Matteo De Gol       |
|    | Italia (bandiera)      | D     | Fabrizio Di Bella   |
|    | Italia (bandiera)      | D     | Giacomo Lucarini    |
|    | Italia (bandiera)      | D     | Tommaso Mazzei      |
|    | Italia (bandiera)      | D     | Andrea Petta        |
|    | Italia (bandiera)      | D     | Gabriele Proietti   |
|    | Italia (bandiera)      | D     | Mattia Rosato       |
|    | Italia (bandiera)      | C     | Daniele Crescenzo   |
|    | Senegal (bandiera)     | C     | N'Diaye Djiby       |
|    | Italia (bandiera)      | C     | Gianmarco Falasca   |
|    | Italia (bandiera)      | C     | Fabio Ferrari       |
|    | Italia (bandiera)      | C     | Simone Icardi       |

| N. |                         | Ruolo | Calciatore             |
| -- | ----------------------- | ----- | ---------------------- |
|    | Ucraina (bandiera)      | C     | Tanasiy Kosovan        |
|    | Italia (bandiera)       | C     | Giuseppe Maiorano      |
|    | Italia (bandiera)       | C     | Alessandro Morbidelli  |
|    | Austria (bandiera)      | C     | Jürgen Prutsch         |
|    | Italia (bandiera)       | C     | Vincenzo Ricamato      |
|    | Italia (bandiera)       | C     | Andrea Scicchitano     |
|    | Paesi Bassi (bandiera)  | C     | Fabian Sporkslede      |
|    | Sierra Leone (bandiera) | C     | Rodney Strasser        |
|    | Italia (bandiera)       | C     | Alessandro Volpe       |
|    | Nicaragua (bandiera)    | A     | Kayro Flores Heatley   |
|    | Albania (bandiera)      | A     | Mario Gurma            |
|    | Italia (bandiera)       | A     | Francesco Mancini      |
|    | Italia (bandiera)       | A     | Alan Mastropietro      |
|    | Italia (bandiera)       | A     | Riccardo Montesi       |
|    | Italia (bandiera)       | A     | Fabrizio Roberti       |
|    | Italia (bandiera)       | A     | Mattia Rossetti        |
|    | Italia (bandiera)       | A     | Filippo Maria Scardina |
|    | Italia (bandiera)       | D     | Gian Marco Dell'Orso   |
|    | Italia (bandiera)       | A     | Giuseppe Siclari       |

## Calciomercato

### Sessione estiva
| Acquisti | Acquisti               | Acquisti         | Acquisti      |
| R.       | Nome                   | da               | Modalità      |
| -------- | ---------------------- | ---------------- | ------------- |
| P        | Marco Amelia           | Perugia          | svincolato    |
| D        | Gianmarco Carta        | Cynthia          | definitivo    |
| D        | Giacomo Lucarini       | Genoa            | prestito      |
| D        | Gabriele Proietti      |                  | svincolato    |
| D        | Mattia Rosato          | Roma             | prestito      |
| C        | Daniele Crescenzo      | Rieti            | definitivo    |
| C        | Fabio Ferrari          | Lupa Roma        | prestito      |
| C        | Alessandro Morbidelli  | Ancona           | definitivo    |
| C        | Vincenzo Ricamato      | Olympia Agnonese | definitivo    |
| C        | Andrea Scicchitano     | Latina           | prestito      |
| C        | Rodney Strasser        | Genoa            | prestito      |
| C        | Alessandro Volpe       | Grosseto         | svincolato    |
| A        | Alan Mastropietro      | Virtus Lanciano  | prestito      |
| A        | Matteo Picciollo       | Floriana         | definitivo    |
| A        | Marco Proietti         | Trastevere       | fine prestito |
| A        | Fabrizio Roberti       | Latina           | prestito      |
| A        | Filippo Maria Scardina | Roma             | definitivo    |

| Cessioni | Cessioni              | Cessioni   | Cessioni   |
| R.       | Nome                  | da         | Modalità   |
| -------- | --------------------- | ---------- | ---------- |
| P        | Tiziano Scarfagna     |            | svincolato |
| D        | Carlo Baylon          | Grosseto   | svincolato |
| D        | Alessandro Montesi    |            | svincolato |
| C        | Michele Boldrini      | Campobasso | svincolato |
| C        | Loris Traditi         |            | svincolato |
| A        | Nicolás Hernán Chiesa | Floriana   | svincolato |
| A        | Daniele Nohman        | Viterbese  | svincolato |
| A        | Marco Proietti        |            | svincolato |

### Operazioni tra le due sessioni
| Acquisti | Acquisti         | Acquisti      | Acquisti   |
| R.       | Nome             | da            | Modalità   |
| -------- | ---------------- | ------------- | ---------- |
| P        | Caio Gobbo Secco |               | svincolato |
| D        | Giuseppe Aquaro  | Shenzhen Ruby | svincolato |

| Cessioni | Cessioni          | Cessioni | Cessioni   |
| R.       | Nome              | a        | Modalità   |
| -------- | ----------------- | -------- | ---------- |
| P        | Marco Amelia      |          | svincolato |
| C        | Daniele Crescenzo |          | svincolato |
| A        | Giuseppe Siclari  |          | svincolato |

### Sessione invernale(dal 04/01 all'1/02)
| Acquisti | Acquisti          | Acquisti  | Acquisti   |
| R.       | Nome              | da        | Modalità   |
| -------- | ----------------- | --------- | ---------- |
| D        | Myles Anderson    | L'Aquila  | prestito   |
| C        | Gianmarco Falasca | Olbia     | definitivo |
| C        | Giuseppe Maiorano | Ancona    | definitivo |
| C        | Djiby N'Diaye     | Cremonese | prestito   |
| C        | Jürgen Prutsch    |           | svincolato |
| C        | Fabian Sporkslede | Chievo    | prestito   |
| A        | Mario Gurma       | Paganese  | definitivo |
| A        | Mattia Rossetti   | Catania   | prestito   |

| Cessioni | Cessioni               | Cessioni          | Cessioni      |
| R.       | Nome                   | a                 | Modalità      |
| -------- | ---------------------- | ----------------- | ------------- |
| D        | Giacomo Lucarini       | Genoa             | fine prestito |
| D        | Tommaso Mazzei         |                   | svincolato    |
| D        | Andrea Petta           | Melfi             | definitivo    |
| C        | Fabio Ferrari          | Lupa Roma         | fine prestito |
| C        | Rodney Strasser        | Genoa             | fine prestito |
| C        | Alessandro Volpe       | Lupa Roma         | definitivo    |
| D        | Gian Marco Dell'Orso   | Real Monterotondo | definitivo    |
| A        | Filippo Maria Scardina | Messina           | definitivo    |

### Operazioni successive alla sessione invernale
| Acquisti | Acquisti          | Acquisti | Acquisti   |
| R.       | Nome              | da       | Modalità   |
| -------- | ----------------- | -------- | ---------- |
| D        | Fabrizio Di Bella |          | svincolato |

| Cessioni | Cessioni | Cessioni | Cessioni |
| R.       | Nome     | a        | Modalità |
| -------- | -------- | -------- | -------- |

## Risultati

### Lega Pro

#### Girone di andata
| Arbitro: | Camplone (Pescara) |

|          |           |  |
| Fall 10’ | Marcatori |  |

| Arbitro: | Pagliardini (Arezzo) |

|              |           |              |
| Icardi 45+2’ | Marcatori | 34’ De Falco |

| Arbitro: | De Remigis (Teramo) |

|                |           |           |
| Giacomarro 39’ | Marcatori | 76’ Petta |

| Arbitro: | Annaloro (Collegno) |

|                              |           |                                         |
| Colantoni 35’ Morbidelli 41’ | Marcatori | 26’ Gambino 60’ (rig.) Pinto 80’ Romano |

| Arbitro: | Candeo (Este) |

|                              |           |  |
| Grandolfo 20’ Strambelli 64’ | Marcatori |  |

| Arbitro: | Schirru (Nichelino) |

|                            |           |                |
| Crescenzo 43’ Scardina 86’ | Marcatori | 75’ Caccavallo |

| Arbitro: | Robilotta (Sala Consilina) |

|  |           |                                        |
|  | Marcatori | 20’ Agnelli 28’, 44’ Iemmello 65’ Maza |

| Arbitro: | Nicoletti (Catanzaro) |

|               |           |  |
| Salvemini 49’ | Marcatori |  |

| Arbitro: | Dionisi (L'Aquila) |

|                  |           |           |
| Volpe 80’ (rig.) | Marcatori | 6’ Žibert |

| Arbitro: | Guida (Salerno) |

|                           |           |  |
| Arrighini 27’ Criasco 73’ | Marcatori |  |

| Arbitro: | De Tullio (Bari) |

|  |           |            |
|  | Marcatori | 20’ Giampà |

| Arbitro: | Andreini (Forlì) |

|                                         |           |             |
| Mancosu 30’ De Angelis 69’ Alfageme 71’ | Marcatori | 65’ Siclari |

| Arbitro: | Mei (Pesaro) |

|             |           |                         |
| Siclari 61’ | Marcatori | 45+2’ (rig.), 76’ Calil |

| Arbitro: | Amabile (Vicenza) |

|                                             |           |  |
| Baclet 28’ (rig.) De Lucia 74’ Schetter 78’ | Marcatori |  |

| Arbitro: | Guarino (Caltanissetta) |

|             |           |                   |
| Strasser 9’ | Marcatori | 71’, 89’ Nicastro |

| Arbitro: | Detta (Mantova) |

|             |           |  |
| Iannini 59’ | Marcatori |  |

| Arbitro: | Vesprini (Macerata) |

|                  |           |              |
| Mastropietro 87’ | Marcatori | 73’ Caturano |

#### Girone di ritorno
| Arbitro: | Zingarelli (Siena) |

|                                   |           |                  |
| Petta 14’ Morbidelli 90+3’ (rig.) | Marcatori | 11’, 41’ Kanouté |

| Arbitro: | Zanonato (Vicenza) |

|            |           |  |
| Mazzeo 86’ | Marcatori |  |

| Rieti 31 gennaio 2016, ore 15:00 CET 20ª giornata | Lupa Castelli Romani | 0 – 0 referto | Melfi | Stadio Centro d'Italia-Manlio Scopigno (25 spett.)\| Arbitro: \| Paterna (Teramo) \| |
| Arbitro:                                          | Paterna (Teramo)     |               |       |                                                                                      |

| Arbitro: | Cipriani (Empoli) |

|                         |           |  |
| Gambino 12’ Rosafio 21’ | Marcatori |  |

| Arbitro: | Sprezzola (Mestre) |

|  |           |                                        |
|  | Marcatori | 9’ Bangoura 37’ Tartaglia 41’ Piccinni |

| Arbitro: | Mantelli (Brescia) |

|                             |           |  |
| Bocchetti 6’ Caccavallo 81’ | Marcatori |  |

| Arbitro: | Capone (Palermo) |

|                                               |           |                       |
| Ângelo 7’, 67’ Chiricò 61’ Sarno 90+4’ (rig.) | Marcatori | 44’ (rig.) Morbidelli |

| Arbitro: | Di Gioia (Nola) |

|  |           |           |
|  | Marcatori | 87’ Filip |

| Arbitro: | Spinelli (Terni) |

|                                      |           |  |
| Di Piazza 5’, 71’ Madonia 28’ (rig.) | Marcatori |  |

| Arbitro: | Massimi (Termoli) |

|  |           |                              |
|  | Marcatori | 52’ Statella 90+4’ Cavallaro |

| Arbitro: | Provesi (Treviglio) |

|                         |           |  |
| Razziti 31’ Mancuso 77’ | Marcatori |  |

| Arbitro: | Schirru (Nichelino) |

|                  |           |                        |
| Mastropietro 53’ | Marcatori | 45’ Negro 49’ Alfageme |

| Arbitro: | Volpi (Arezzo) |

|              |           |  |
| Plasmati 86’ | Marcatori |  |

| Arbitro: | Sozza (Seregno) |

|                |           |                   |
| Gurma 48’, 55’ | Marcatori | 79’ (rig.) Baclet |

| Arbitro: | Candeo (Este) |

|                                     |           |                           |
| Nicastro 2’, 88’ Obodo 68’ Diop 74’ | Marcatori | 9’ Prutsch 19’ Morbidelli |

| Arbitro: | Catona (Reggio Calabria) |

|                               |           |                                     |
| Maiorano 26’ Mastropietro 45’ | Marcatori | 67’ (rig.) Infantino 84’ Pagliarini |

| Arbitro: | Amabile (Vicenza) |

|                                          |           |              |
| Caturano 32’ Moscardelli 65’ Doumbia 71’ | Marcatori | 82’ Rossetti |

### Coppa Italia Lega Pro

#### Fase a gironi
| Squadra              | P.ti | G | V | N | P | GF | GS | DR |
| -------------------- | ---- | - | - | - | - | -- | -- | -- |
| Lupa Castelli Romani | 4    | 2 | 1 | 1 | 0 | 4  | 1  | +3 |
| Torres               | 1    | 2 | 0 | 1 | 1 | 1  | 4  | -3 |

| Arbitro: | Dionisi (L'Aquila) |

|           |           |              |
| Musto 32’ | Marcatori | 75’ Ricamato |

| Arbitro: | Di Gioia (Nola) |

|                                       |           |  |
| Ricamato 27’ Icardi 67’ Siclari 90+5’ | Marcatori |  |

#### Fase a eliminazione diretta
| Arbitro: | Panarese (Lecce) |

|                        |           |                |
| Palma 54’ Paolucci 99’ | Marcatori | 53’ Morbidelli |

## Statistiche

### Statistiche di squadra
| Competizione          | Punti  | In casa | In casa | In casa | In casa | In casa | In casa | In trasferta | In trasferta | In trasferta | In trasferta | In trasferta | In trasferta | Totale | Totale | Totale | Totale | Totale | Totale | DR  |
| Competizione          | Punti  | G       | V       | N       | P       | Gf      | Gs      | G            | V            | N            | P            | Gf           | Gs           | G      | V      | N      | P      | Gf     | Gs     | DR  |
| --------------------- | ------ | ------- | ------- | ------- | ------- | ------- | ------- | ------------ | ------------ | ------------ | ------------ | ------------ | ------------ | ------ | ------ | ------ | ------ | ------ | ------ | --- |
| Campionato            | 12(-1) | 17      | 2       | 6       | 9       | 16      | 29      | 17           | 0            | 1            | 16           | 6            | 36           | 34     | 2      | 7      | 25     | 22     | 65     | -43 |
| Coppa Italia Lega Pro | 4      | 1       | 1       | 0       | 0       | 3       | 0       | 2            | 0            | 1            | 1            | 2            | 3            | 3      | 1      | 1      | 1      | 5      | 3      | +2  |
| Totale                | 16     | 18      | 3       | 6       | 9       | 19      | 29      | 19           | 0            | 2            | 17           | 8            | 39           | 37     | 3      | 8      | 26     | 27     | 68     | -41 |

### Andamento in campionato
| Giornata  | 1  | 2  | 3  | 4  | 5  | 6  | 7  | 8  | 9  | 10 | 11 | 12 | 13 | 14 | 15 | 16 | 17 | 18 | 19 | 20 | 21 | 22 | 23 | 24 | 25 | 26 | 27 | 28 | 29 | 30 | 31 | 32 | 33 | 34 |
| --------- | -- | -- | -- | -- | -- | -- | -- | -- | -- | -- | -- | -- | -- | -- | -- | -- | -- | -- | -- | -- | -- | -- | -- | -- | -- | -- | -- | -- | -- | -- | -- | -- | -- | -- |
| Luogo     | T  | C  | T  | C  | T  | C  | C  | T  | C  | T  | C  | T  | C  | T  | C  | T  | C  | C  | T  | C  | T  | C  | T  | T  | C  | T  | C  | T  | C  | T  | C  | T  | C  | T  |
| Risultato | P  | N  | N  | P  | P  | V  | P  | P  | N  | P  | P  | P  | P  | P  | P  | P  | N  | N  | P  | N  | P  | P  | P  | P  | P  | P  | P  | P  | P  | P  | V  | P  | N  | P  |
| Posizione | 16 | 11 | 10 | 14 | 15 | 15 | 17 | 17 | 17 | 17 | 18 | 18 | 18 | 18 | 18 | 18 | 18 | 18 | 18 | 18 | 18 | 18 | 18 | 18 | 18 | 18 | 18 | 18 | 18 | 18 | 18 | 18 | 18 | 18 |

Legenda:

Luogo: C = Casa; T = Trasferta. Risultato: V = Vittoria; N = Pareggio; P = Sconfitta.